# Robert Martienssen
Robert Anthony Martienssen (* 21. Dezember 1960) ist ein britischer Genetiker (Pflanzengenetik, Epigenetik).
Martienssen studierte an der  Universität Cambridge (Emmanuel College) mit dem Bachelor-Abschluss 1982 und wurde dort 1986 bei David Baulcombe promoviert (Dissertation: The molecular genetics of alpha-amylase gene families in wheat (Triticum aestivum L.)). Als Post-Doktorand war er bei Michael Freeling an der University of California, Berkeley. Dort leistete er schon einen bedeutenden Beitrag zur Epigenetik, als er zeigte, dass Methylierung von Transposonen zu vererbbaren Änderungen im Phenotyp von Mais führte. Seit 1989 ist er Principal Investigator und Professor am Cold Spring Harbor Laboratory. Außerdem ist er Howard Hughes Medical Institute Investigator.
Die Arbeiten von Martienssen trugen zur Klärung der Rolle von Transposonen in Pflanzen bei. Er entdeckte, dass MicroRNA zusammen mit Argonautenproteinen Transposone inaktivieren können, so dass die Genexpression von einer Generation zur Nächsten stabil bleibt. Er erweiterte das in Untersuchungen an Pollen mit Auswirkungen auf die Pflanzenzucht und zum Beispiel die Entwicklung von Biotreibstoff. Neben Mais und Weizen als Modellpflanzen forscht er auch an Arabidopsis.
Seine Arbeiten zu MicroRNA wurden 2002 in Science für den Breakthrough of the Year zitiert. 2003 erhielt er den Newcomb-Cleveland Prize, 2018 den McClintock Prize für Pflanzengenetik, 2019 die Martin Gibbs Medal der American Society of Plant Biologists und 2020 die Darwin-Medaille. 2006 wurde er Fellow der Royal Society und 2010 Mitglied der European Molecular Biology Organization (EMBO). 2022 wurde Martienssen in die American Academy of Arts and Sciences gewählt. Für 2024 wurde Martienssen die Genetics Society Medal der Genetics Society zugesprochen.

## Schriften (Auswahl)
- mit Vincenzo Russo, Arthur D. Riggs: Epigenetic mechanisms of gene regulation, Cold Spring Harbor Laboratory Press 1996
- mit T. A. Volpe, C. Kidner, I. M. Hall, G. Teng, S.I.S. Grewal: Regulation of heterochromatic silencing and histone H3 lysine-9 methylation by RNAi, Science, Band 297, 2002, S. 1833–1837
- mit Z. Lippman u. a.: Role of transposable elements in heterochromatin and epigenetic control, Nature, Band 430, 2004, S. 471–476
- mit R. K. Slotkin: Transposable elements and the epigenetic regulation of the genome, Nature Reviews Genetics, Band 8, 2007, S. 272–285
- mit R. K. Slotkin u. a.: Epigenetic reprogramming and small RNA silencing of transposable elements in pollen, Cell, Band 136, 2009, S. 461–472
- mit E. Heard: Transgenerational epigenetic inheritance: myths and mechanisms, Cell, Band 157, 2014, S. 95–109